# ألان بوكسر
ألان بوكسر (بالإنجليزية: Alan Boxer)‏ هو عسكري نيوزيلندي، ولد في 1 ديسمبر 1916 في هاستينجس في نيوزيلندا، وتوفي في 26 أبريل 1998.